# Publi Sulpici Galba (pretor 66 aC)
Publius Sulpici Galba (llatí: Publius Sulpicius Galba) va ser un magistrat romà. Formava part de la gens Sulpícia i era de la família dels Galba, d'origen patrici.
Va ser nomenat jutge en el cas de Verres el 70 aC, que havia estat acusat de corrupció i abús de poder, però Verres el va rebutjar. Ciceró el considerava honest però dur, i diu que el mateix any havia d'exercir alguna magistratura, però no diu quina. Sembla ser el mateix Galba que l'any 64 aC va competir amb Ciceró pel consolat. L'any 57 aC se'l menciona com a pontífex i el 49 aC com àugur. Un Galba va servir com a llegat de Sul·la a la guerra contra Mitridates VI Eupator, però no se sap si va ser el mateix personatge.